# 外松孫太郎

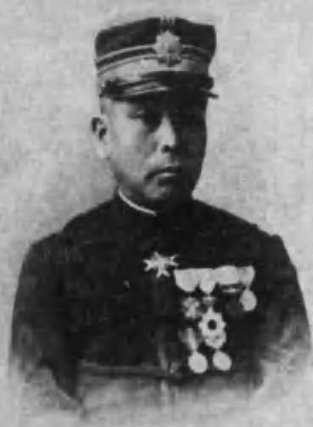
外松孫太郎

外松 孫太郎（とまつ まごたろう、1847年9月10日（弘化4年8月1日） - 1926年7月13日）は、日本陸軍の軍人。最終階級は陸軍主計総監（のちの主計中将）。貴族院議員、男爵。

## 経歴
紀州藩士・大堀太右衛門の二男として生れ、同藩士・外松孫左衛門の養子となり、明治5年（1872年）に家督を相続する。
明治維新後は和歌山県11等出仕を経て、1877年3月に陸軍省11等出仕となる。以後、会計軍吏副、会計軍吏、一等軍吏、監督補、三等監督、二等監督と昇進。1897年9月、経理局第1課長に就任。同局主計課長、経理局長兼会計監督長などを歴任し、1903年12月、主計監に昇進。日露戦争には大本営野戦経理長官として出征した。
1905年8月、主計総監となり、1909年8月1日には後備役編入となった。1914年（大正3年）4月1日に退役した。
1907年9月、日露戦の功により男爵位に叙され、1909年12月21日から死去するまで貴族院議員に在任した。墓所は紀州藩菩提寺の池上本門寺。

## 栄典
位階
- 1892年（明治25年）3月11日 - 従六位[5]
- 1896年（明治29年）3月24日 - 正六位[6]
- 1898年（明治31年）10月31日 - 従五位[7]
- 1901年（明治34年）8月31日 - 正五位[8]
- 1905年（明治38年）9月12日 - 従四位[9]
- 1909年（明治42年）9月20日 - 正四位[10]
- 1918年（大正7年）9月30日 - 従三位[11]
- 1926年（大正15年）7月13日 - 正三位[12]

勲章等
- 1889年（明治22年）11月29日 - 大日本帝国憲法発布記念章[13]
- 1891年（明治24年）5月28日 - 勲六等瑞宝章[14]
- 1895年（明治28年）
  - 10月18日 - 単光旭日章・功四級金鵄勲章[15]
  - 11月18日 - 明治二十七八年従軍記章[16]
- 1896年（明治29年）11月25日 - 勲五等瑞宝章[17]
- 1901年（明治34年）12月27日 - 勲三等瑞宝章[18]
- 1902年（明治35年）5月10日 - 明治三十三年従軍記章[19]
- 1906年（明治39年）4月1日 - 勲二等旭日重光章・功二級金鵄勲章・明治三十七八年従軍記章[20]
- 1907年（明治40年）9月21日 - 男爵 [21]

## 親族
- 実父・大堀太右衛門 - 紀州藩士[22]
- 養父・外松孫左衛門 - 紀州藩士[22]
- 妻・まさ - 紀州藩士・波切彦四郎の長女[23]
- 長男 外松亀太郎（陸軍大尉）。前妻は大山たま子（混血の声楽家）、後妻の琴子は子爵三好重臣の孫（重臣の長男とアメリカ女性との子）。
  - 孫（亀太郎とたま子の子）に竹内良一（俳優、本名・外松良一）、竹内京子（女優、本名・外松百合子）[23]
- 三男・省吾 - 母方の波切家を継ぐ[22]
- 四男・道之助 - 紀州藩士・西村家を継ぐ[22]
- 親戚に大堀孝。